# Campeonato Mundial de Patinação Artística no Gelo de 1911
O Campeonato Mundial de Patinação Artística no Gelo de 1911 foi a décima sexta edição do Campeonato Mundial de Patinação Artística no Gelo, um evento anual de patinação artística no gelo organizado pela União Internacional de Patinação (em inglês:  International Skating Union) onde os patinadores artísticos competem pelo título de campeão mundial. Nesta edição a competição individual masculina foi disputada entre os dias 2 de fevereiro e 3 de fevereiro na cidade de Berlim, Alemanha; e a competição individual feminina e de duplas foi disputada no dia 22 de janeiro na cidade de Viena, Áustria-Hungria.

## Eventos
- Individual masculino
- Individual feminino
- Duplas

## Medalhistas
| Evento                        | Ouro                                                      | Prata                             | Bronze                     |
| Individual masculino detalhes | Ulrich Salchow · Suécia                                   | Werner Rittberger · Alemanha      | Fritz Kachler · Áustria    |
| Individual feminino detalhes  | Lily Kronberger · Hungria                                 | Opika von Méray Horváth · Hungria | Ludowika Eilers · Alemanha |
| Duplas detalhes               | Ludowika Eilers · Walter Jakobsson · Alemanha / Finlândia | nenhuma                           | nenhuma                    |

## Resultados

### Individual masculino
| Pos.              | Nome              | Nacionalidade | Pontos |
| ----------------- | ----------------- | ------------- | ------ |
| Medalha de ouro   | Ulrich Salchow    | Suécia        | 14     |
| Medalha de prata  | Werner Rittberger | Alemanha      | 17     |
| Medalha de bronze | Fritz Kachler     | Áustria       | 20     |
| 4                 | Andor Szende      | Hungria       | 26     |
| 5                 | Richard Johansson | Suécia        | 27     |
| 6                 | Martin Stixrud    | Noruega       | 43     |
| 7                 | Dunbar Poole      | Suécia        | 47     |

### Individual feminino
| Pos.              | Nome                    | Nacionalidade | Pontos |
| ----------------- | ----------------------- | ------------- | ------ |
| Medalha de ouro   | Lily Kronberger         | Hungria       | 7      |
| Medalha de prata  | Opika von Méray Horváth | Hungria       | 14     |
| Medalha de bronze | Ludowika Eilers         | Alemanha      | 21     |

### Duplas
| Pos.            | Nome                               | Nacionalidade        | Pontos |
| --------------- | ---------------------------------- | -------------------- | ------ |
| Medalha de ouro | Ludowika Eilers / Walter Jakobsson | Alemanha / Finlândia | 7      |

## Quadro de medalhas
| Ordem | País      | Medalha de ouro | Medalha de prata | Medalha de bronze |   | Ordem por total |
| ----- | --------- | --------------- | ---------------- | ----------------- | - | --------------- |
| 1     | Alemanha  | 1               | 1                | 1                 | 3 | 1               |
| 2     | Hungria   | 1               | 1                |                   | 2 | 2               |
| 3     | Finlândia | 1               |                  |                   | 1 | 3               |
| 3     | Suécia    | 1               |                  |                   | 1 | 3               |
| 5     | Áustria   |                 |                  | 1                 | 1 | 3               |
| TOTAL | TOTAL     | 3               | 3                | 3                 | 9 | —               |